# Марсель-Ла-Бланкард
Марсе́ль-Ла-Бланка́рд (фр. Marseille-La Blancarde) — кантон во Франции, находится в регионе Прованс — Альпы — Лазурный Берег, департамент Буш-дю-Рон. Входит в состав округа Марсель.
Код INSEE кантона — 1355. В кантон Марсель-Ла-Бланкард входит часть коммуны Марсель.
Население кантона на 2008 год составляло 32 607 человек.

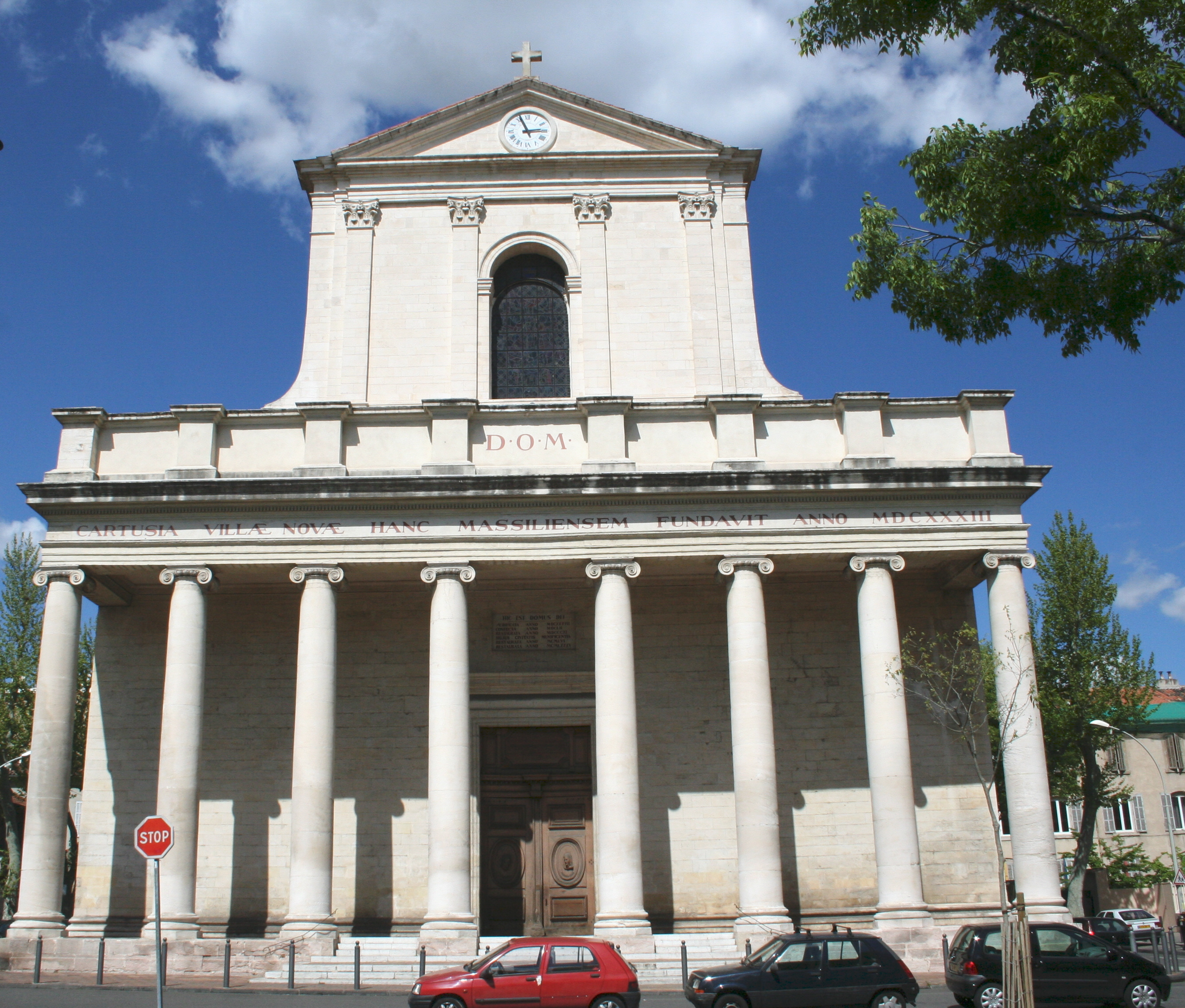
Собор Шартрё
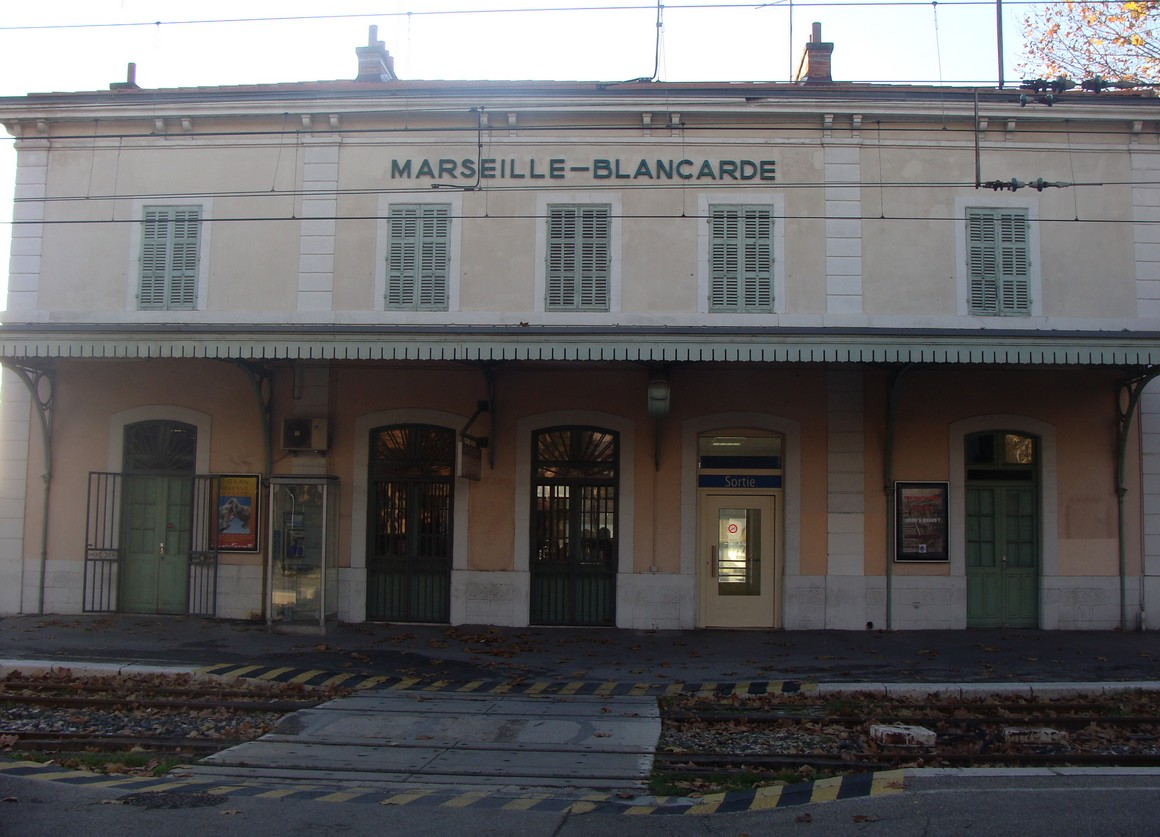
Вокзал Ла-Бланкард